# アワムシロ
アワムシロ（Nassarius albescens）は、熱帯太平洋に産する巻貝で、ムシロガイ科に属する。

## 外観
殻高10-15mm程度の巻貝で、白色ないし淡黄褐色の幅広い体層の上に4層程度の螺旋があって、殻頂に向って徐々に灰青紫色が濃くなる。縦肋と螺肋は網目状に等間隔に並ぶ。殻口内唇には白色の滑層が広がった個体が多いが、滑層が無い淡黄褐色の個体もある。個体によっては、外唇の内面と外面に褐色の帯がある。殻口内部上端に螺肋があり、末端は殻口に歯が出ているように見える。内唇下部にも3列ほどの弱いひだと、外唇内面には10条程度の螺肋が認められる。

## 分布
紀伊半島以南、西太平洋からインド洋・紅海にかけての、潮間帯下部から水深約20m。